# Lychnophora
Lychnophora är ett släkte av korgblommiga växter. Lychnophora ingår i familjen korgblommiga växter.

## Bildgalleri

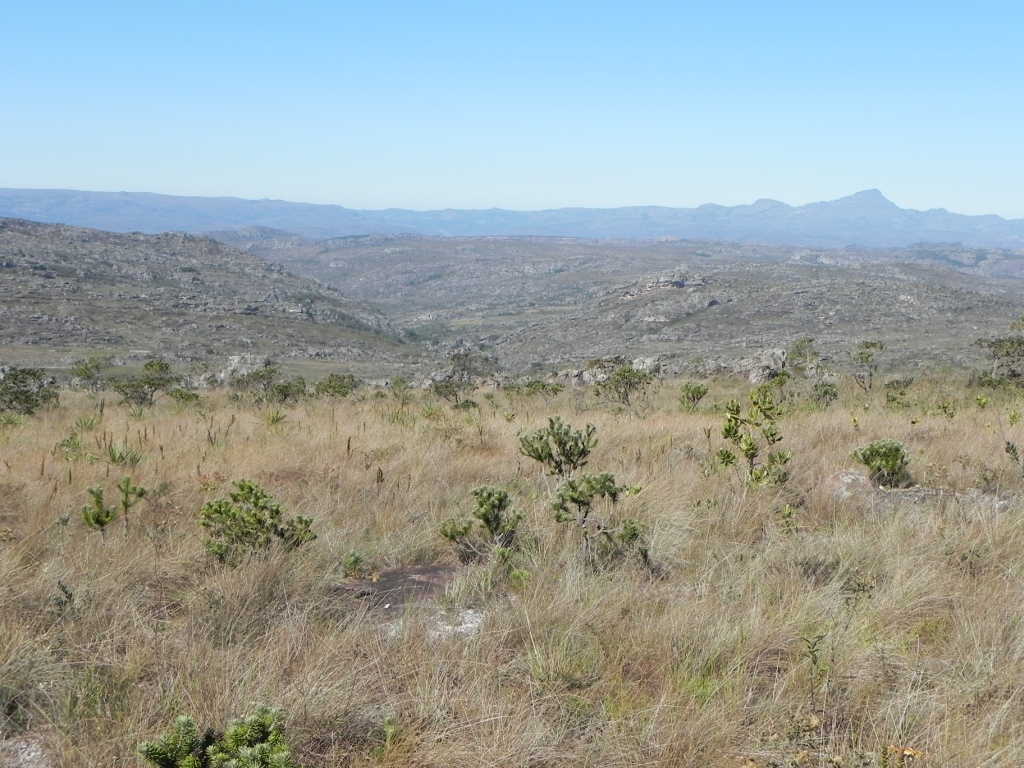
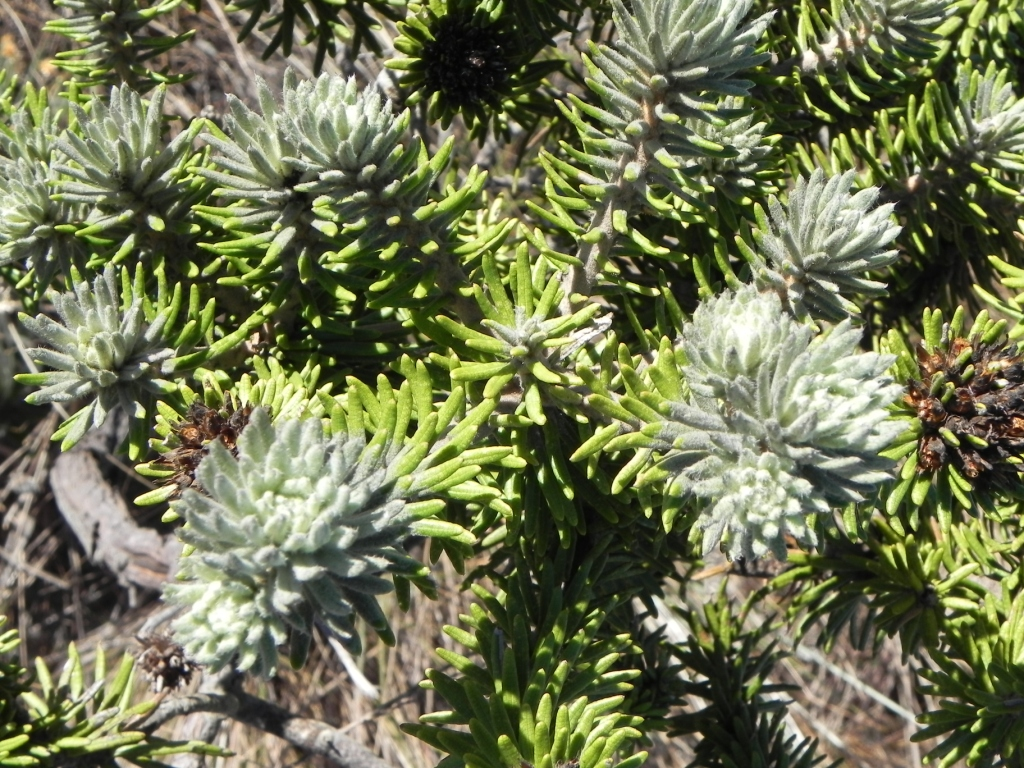
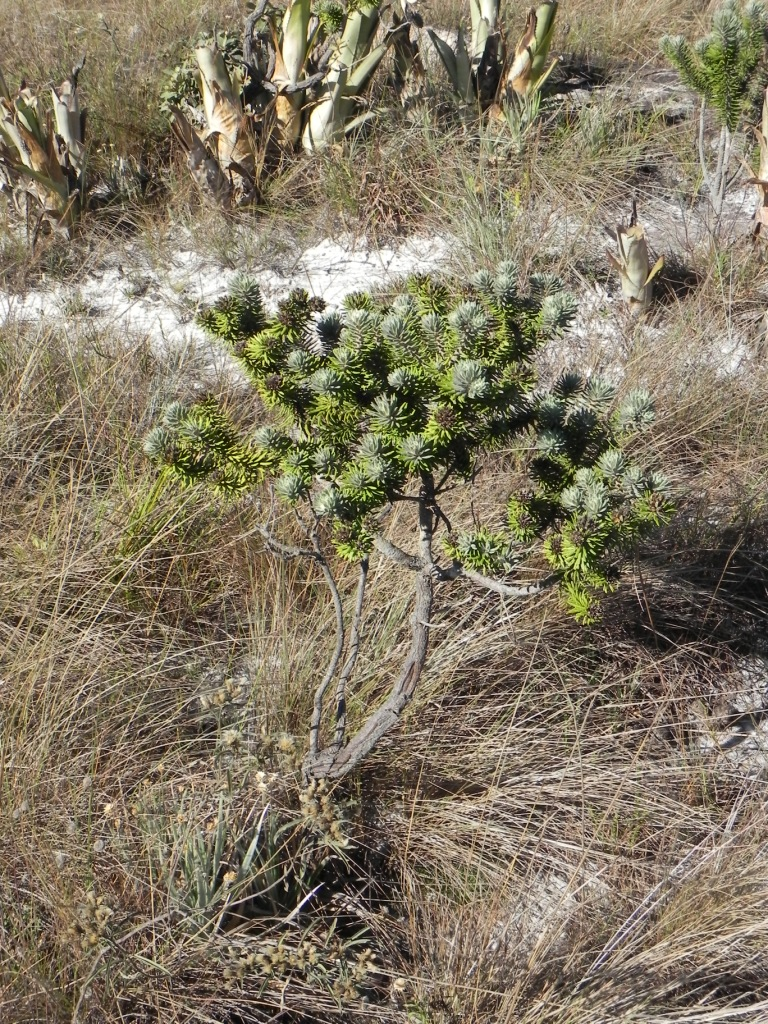
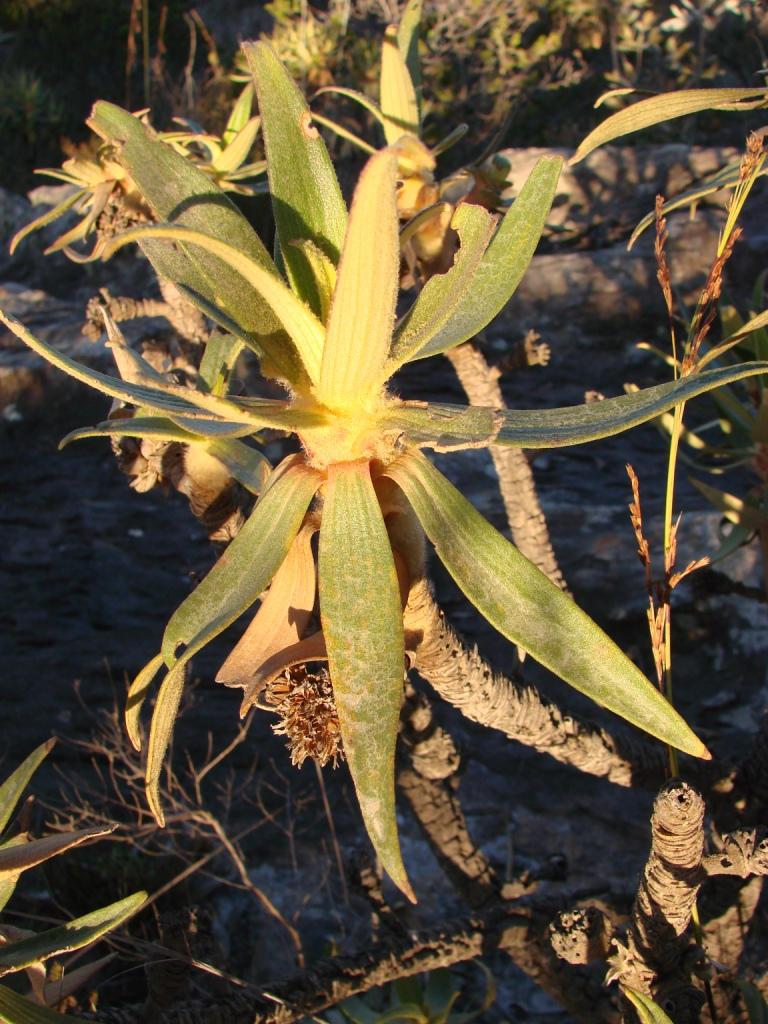
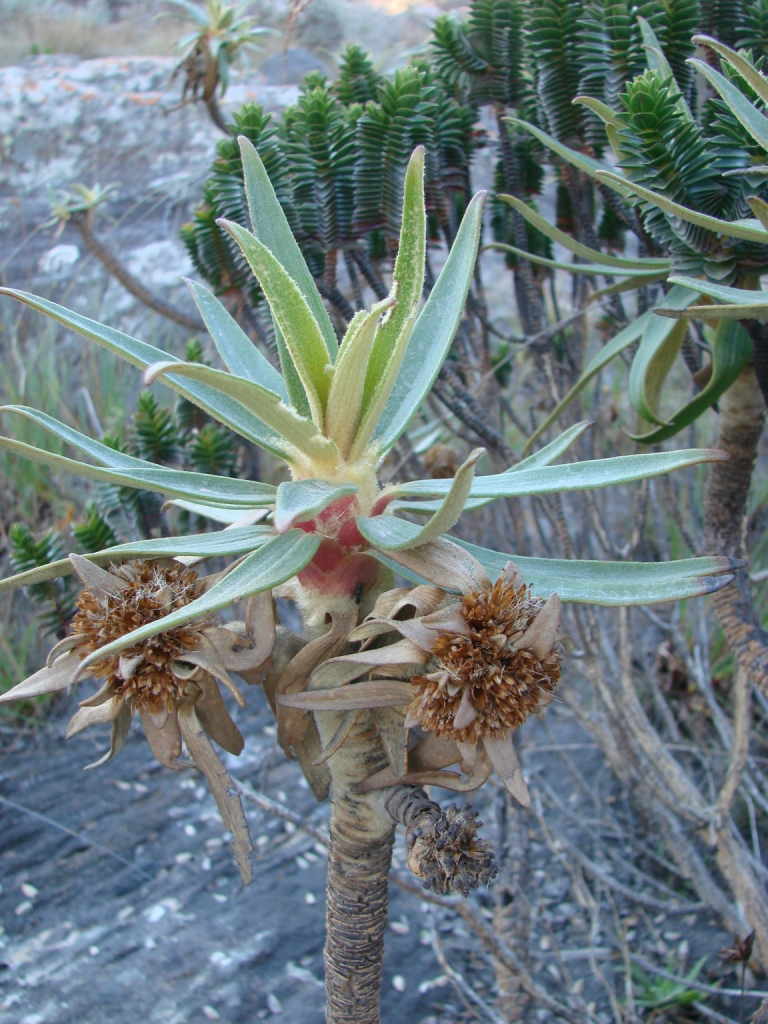
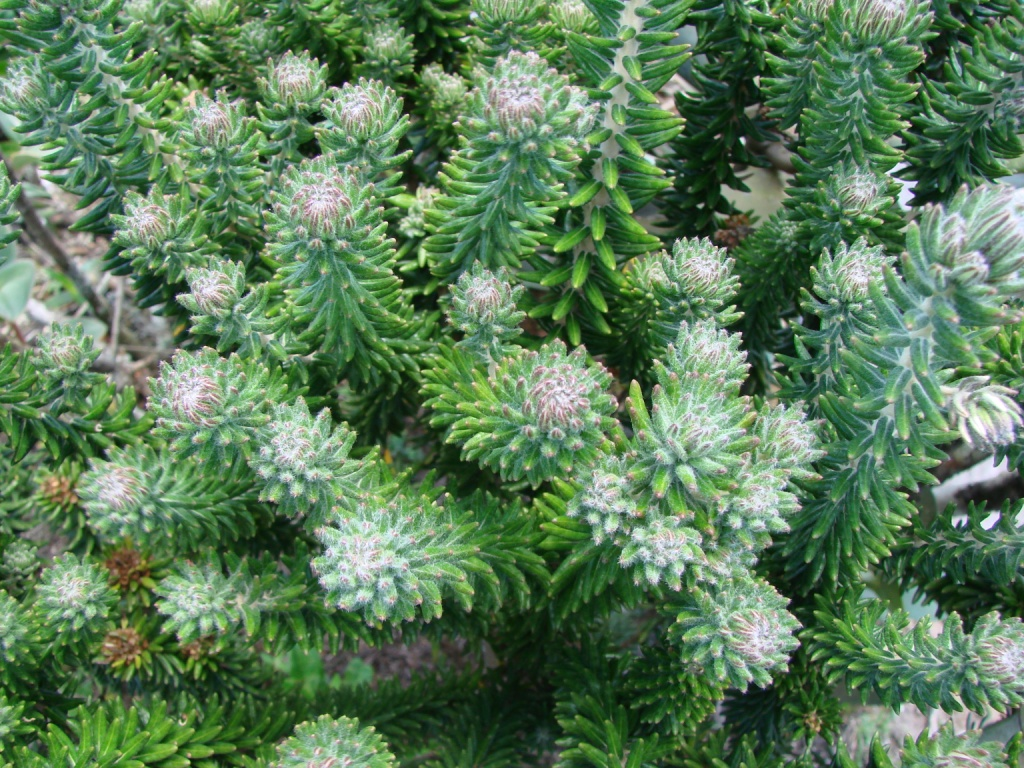

## Dottertaxa tillLychnophora, i alfabetisk ordning[1]
- Lychnophora albertinioides
- Lychnophora bahiensis
- Lychnophora bishopii
- Lychnophora blanchetii
- Lychnophora brunioides
- Lychnophora crispa
- Lychnophora diamantinana
- Lychnophora ericoides
- Lychnophora granmogolensis
- Lychnophora harleyi
- Lychnophora humillima
- Lychnophora itatiaiae
- Lychnophora jeffreyi
- Lychnophora markgravii
- Lychnophora morii
- Lychnophora passerina
- Lychnophora phylicifolia
- Lychnophora pohlii
- Lychnophora pseudovillosissima
- Lychnophora ramosissima
- Lychnophora regis
- Lychnophora reticulata
- Lychnophora riedelii
- Lychnophora rosmarinifolia
- Lychnophora salicifolia
- Lychnophora santosii
- Lychnophora saxosa
- Lychnophora sellowii
- Lychnophora sericea
- Lychnophora souzae
- Lychnophora staavioides
- Lychnophora tomentosa
- Lychnophora trichocarpha
- Lychnophora triflora
- Lychnophora uniflora
- Lychnophora van-isschoti
- Lychnophora villosissima